# Sphenomorphus tenuiculus
Sphenomorphus tenuiculus — вид сцинкоподібних ящірок родини сцинкових (Scincidae). Ендемік Малайзії.

## Поширення і екологія
Sphenomorphus tenuiculus відомі з типової місцевості, розташованої на горі Кінабалу в штаті Сабах на півночі острова Калімантан, на висоті 1235 м над рівнем моря. Вони живуть у вологих гірських тропічних лісах.